# Jennifer Daniel (Comiczeichnerin)
Jennifer Daniel (* 1986 in Bonn) ist eine deutsche Comic-Künstlerin und Illustratorin.

## Leben
Jennifer Daniel studierte bis 2012 Kommunikationsdesign an der Kunstakademie Düsseldorf. Seit dieser Zeit ist sie als Illustratorin tätig, die in diversen Zeitschriften und anderen Medien veröffentlicht. Sie war auch einige Jahre als Art-Directorin bei der Multimedia-Agentur wysiwyg* tätig. Sie ist Mitbegründerin der Ateliergemeinschaft „Studio Rabotti“ in Düsseldorf und der Künstlergruppe „Wolpatinga“.
2012 erschien ihr erstes Heft, die poetische Science-Fiction-Geschichte Earth Unplugged beim Berliner Jaja Verlag. Dieses brachte ihr eine Nominierung für den Max-und-Moritz-Preis ein. 2014 folgte mit Drachendisco ein kleines Kinderbuch zusammen mit dem Autor Jepe Wörz. 2022 erschien beim Carlsen Verlag ihre Graphic Novel Das Gutachten um einen Rechtsmediziner in der Bonner Republik der 1970er Jahre, für die sie erneut für den Max und Moritz Preis (2022) nominiert wurde.

## Werke
- Earth Unplugged. Jaja Verlag, Berlin 2012, ISBN 978-3-943417-16-6.
- mit Jepe Wörz (Text): Drachendisco. Jaja Verlag, Berlin 2014, ISBN 978-3-943417-53-1.
- Das Gutachten. Carlsen Verlag, Hamburg 2022, ISBN 978-3-551-78170-3.